# Filet americain

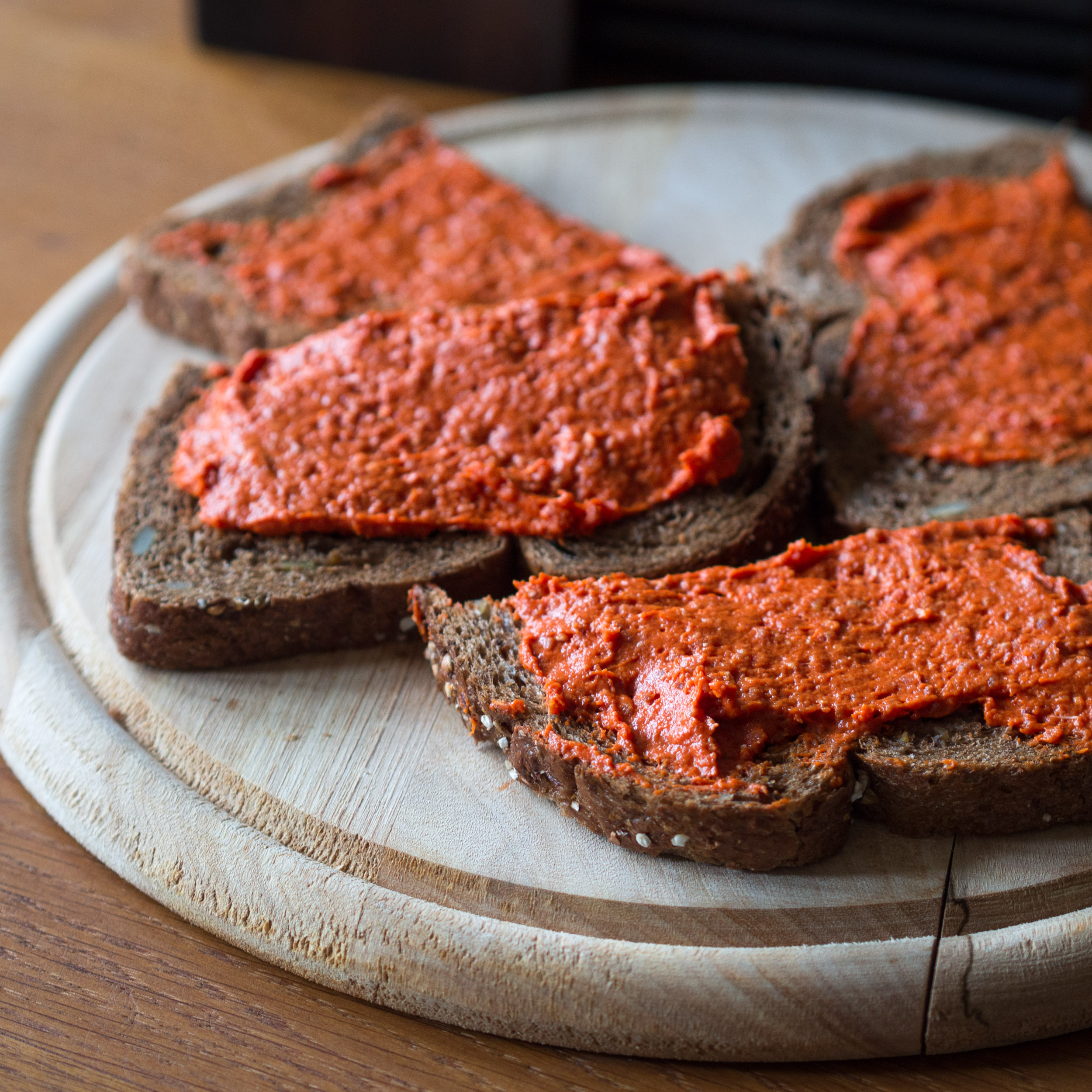
Filet americain na kanapce

Filet americain (americain préparé) – potrawa, drobno mielone mięso wołowe (polędwica lub ligawa) z dodatkiem oleju, jajek i przypraw stosowna jako pasta kanapkowa, popularna odmiana tatara (steak tartare) w Holandii i Belgii. Filet americain pod handlową nazwą Martino pierwszy raz został przyrządzony w barze przekąskowym Quick w 1951 roku w Antwerpii. Natomiast właściciel baru Martino w Gandawie uważa, że to w tym barze po raz pierwszy serwowano filet americain. Lecz pierwszym miejscem, w którym podano tę potrawę pod nazwą filet americain był bar American Hotel w Amsterdamie – Café Américain. Dzisiaj filet americain jest oferowany jako przekąska w wielu holenderskich i belgijskich restauracjach w różnych odmianach, łagodny lub pikantny, z frytkami lub chlebem razowym. Jest również uzupełnieniem domowego menu, dostępnym w popularnych sieciach sklepów spożywczych w Holandii i Belgii. Chociaż w nazwie jest przymiotnik „americain” to potrawa ta nie pochodzi z Ameryki, lecz ma europejski rodowód.